# Marathon van Amsterdam 1988
De marathon van Amsterdam 1988 werd gelopen op zondag 7 mei 1988. Het was de dertiende editie van deze marathon.
De Nederlander Gerard Nijboer kwam als eerste over de streep in 2:12.38. Aangezien de wedstrijd tegelijkertijd dienstdeed als Nederlands kampioenschap op de marathon, won hij hiermee tevens de nationale titel.
De Roemeense kampioene Elena Murgoci was de eerst aankomende vrouw in 2:41.56. De eerste Nederlandse vrouw was Jolanda Homminga, die als tweede aankomende tevens Nederlands kampioene op de marathon werd.

## Uitslagen

### Mannen
| rang   | naam                | land | tijd    | opmerkingen |
| ------ | ------------------- | ---- | ------- | ----------- |
| Goud   | Gerard Nijboer      | NED  | 2:12.38 | 1e NK       |
| Zilver | Karel David         | TCH  | 2:17.30 |             |
| Brons  | Richard Vollenbroek | NED  | 2:18.04 | 2e NK       |
| 4      | Attila Barus        | TCH  | 2:18.31 |             |
| 5      | Kim Reynierse       | NED  | 2:19.15 | 3e NK       |
| 6      | Aad de Graaf        | NED  | 2:20.05 |             |
| 7      | Zoltan Szabo        | HUN  | 2:20.11 |             |
| 8      | Barnabas Qamuma     | TAN  | 2:21.17 |             |
| 9      | Lubomir Tecasek     | TCH  | 2:22.12 |             |
| 10     | René Stam           | NED  | 2:22.20 | 4e NK       |

### Vrouwen
| rang   | naam              | land | tijd     | opmerkingen |
| ------ | ----------------- | ---- | -------- | ----------- |
| Goud   | Elena Murgoci     | ROU  | 2:41.56  |             |
| Zilver | Jolanda Homminga  | NED  | 2:46.41  | 1e NK       |
| Brons  | Judit Nagy        | HUN  | 2:49.16  |             |
| 4      | Adriana Andreescu | ROU  | 2:50.54  |             |
| 5      | Angela Veeger     | NED  | onbekend | 2e NK       |
| 6      | Jenny Veeger      | NED  | 2:51.53  | 3e NK       |
| 7      | Grietje Hooisma   | NED  | 2:54.43  | 4e NK       |
| 8      | Eefje van Wissen  | NED  | 2:55.30  | 5e NK       |
| 9      | Niesje Groenwald  | NED  | 2:58.12  | 6e NK       |
| 10     | Karla Kolenovska  | TCH  | onbekend |             |

1975 ·
1976 ·
1977 ·
1978 ·
1979 ·
1980 ·
1981 ·
1982 ·
1983 ·
1984 ·
1985 ·
1986 ·
1987 ·
1988 ·
1989 ·
1990 ·
1991 ·
1992 ·
1993 ·
1994 ·
1995 ·
1996 ·
1997 ·
1998 ·
1999 ·
2000 ·
2001 ·
2002 ·
2003 ·
2004 ·
2005 ·
2006 ·
2007 ·
2008 ·
2009 ·
2010 ·
2011 ·
2012 ·
2013 ·
2014 ·
2015 ·
2016 ·
2017 ·
2018 ·
2019 ·
2020 ·
2021 ·
2022 ·
2023 ·
2024 ·
2025